# Hobart Alter
Hobart "Hobie" Alter (Ontario (Californië), 31 oktober 1933 — Palm Desert, 29 maart 2014) was een Amerikaans zeiler en bootontwerper.
Alter was een houtbewerker in Californië. Hij begon in 1950 met het bouwen van surfplanken en opende vervolgens, in 1954, zijn eerste surfshop in Dana Point.  Hobie's winkel werd een succes en al snel begon hij zich ook in andere producten te specialiseren, zoals skateboards en sportkleding. Zijn van piepschuim en glasvezelversterkte kunststof gemaakte surfplanken waren veel lichter en sneller dan die van anderen.
In 1967 ontwierp Alter een van de eerste catamarans, de Hobie 14, gemaakt van glasvezelversterkte kunststof, 14 voet lang. Dit vergrootte de zeilmogelijkheden aanzienlijk, vooral op het gebied van afmetingen en snelheid.
- Library of Congress Control Number: no2015118238
- Union List of Artist Names: 500465193
- Virtual International Authority File: 317122049
- WorldCat: E39PBJt3Yx9HhKrQCg3p6x9xDq